# Lacipoda
Lacipoda is een geslacht van rechtvleugeligen uit de familie sabelsprinkhanen (Tettigoniidae). De wetenschappelijke naam van dit geslacht is voor het eerst geldig gepubliceerd in 1895 door Brunner von Wattenwyl.

## Soorten
Het geslacht Lacipoda  is monotypisch en omvat slechts de volgende soort:
- Lacipoda immunda (Brunner von Wattenwyl, 1895)